# Список національних парків Шрі-Ланки

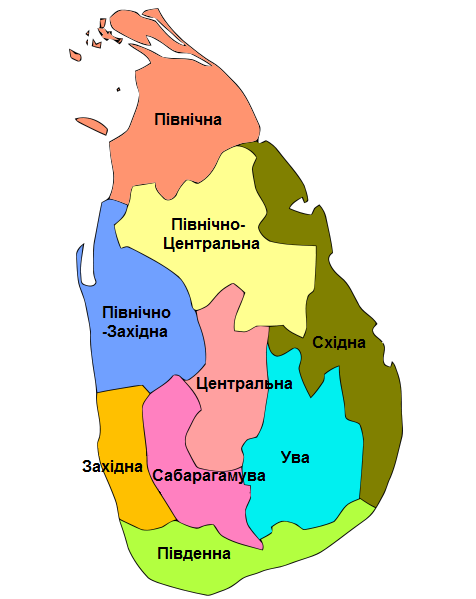
Адміністративний поділ Шрі-Ланки

Список національних парків Шрі-Ланки, керованих Департамент збереження дикої природи Шрі-Ланки.
Національні парки є класом охоронних територій Шрі-Ланки, статус яких регулюється Постановою про охорону фауни та флори (№ 2) 1937 року. Можуть бути створені нові парки, змінена їх територія або анульовані постановою уряду. Уся земля в національних парках є державною власністю, а все середовище існування охороняється. Діяльність, яка заборонена в національних парках, включає: полювання, убивство або вилов будь-яких диких тварин; знищення яєць/гнізд птахів і рептилій; турбування диких тварин; втручання в розведення будь-яких тварин; вирубування/пошкодження будь-яких рослин; дроблення землі при обробітку/видобутку копалин/інших цілей; розпалювання/перенесення вогню; а також володіння/використання будь-яких пасток/вибухівки/отрути для знищення тварин або рослин. Відвідувачам дозволено входити в національні парки, але лише з метою спостереження за флорою та фауною та за наявності дозволу. У Шрі-Ланці існує 26 національних парків, які разом охоплюють площу 5734 км².
| Національний парк | Провінція (і)                          | Площа в га | Дата створення |
| ----------------- | -------------------------------------- | ---------- | -------------- |
| Яла               | Центральна / Ува                       | 97,880.7   | 25-02-1938     |
| Вілпатту          | Північно-Західна / Північно-Центральна | 131,667.1  | 25-02-1938     |
| Гал-Оя            | Ува / Східна                           | 25,900.0   | 12-02-1954     |
| Кумана            | Східна                                 | 18,148.2   | 20-01-1970     |
| Уда-Валаве        | Сабарагамува / Ува                     | 30,821.0   | 30-06-1972     |
| Лахугала-Кітулана | Східна                                 | 1,554.0    | 31-10-1980     |
| Мадуру-Оя         | Східна / Ува                           | 58,849.6   | 09-11-1983     |
| Уасгамуа          | Центральна / Північно-Центральна       | 37,062.9   | 07-08-1984     |
| Флуд-Плейнс       | Північно-Центральна                    | 17,350.0   | 07-08-1984     |
| Сомауатія         | Північно-Центральна / Східна           | 39,645.5   | 02-09-1986     |
| Плато Гортона     | Центральна                             | 3,159.8    | 16-03-1988     |
| Бундала           | Південна провінція                     | 6,216.0    | 04-01-1993     |
| Лунугамвехера     | Ува / Центральна                       | 23,498.8   | 08-12-1995     |
| Міннерія          | Північно-Центральна                    | 8,889.4    | 12-08-1997     |
| Каудулла          | Північно-Центральна                    | 6,900      | 01-04-2002     |
| Хікадуа           | Центральна                             | 101.6      | 08-10-2002     |
| Піджеон           | Східна                                 | 471.4      | 24-06-2003     |
| Хораголла         | Західна                                | 13.3       | 24-06-2004     |
| Галвейс Ленд      | Центральна                             | 26.7       | 18-05-2006     |
| Ангаммеділла      | Північно-Центральна                    | 7,528.9    | 06-06-2006     |
| Сінхараджа        | Південно-Західна                       | 88,64      | 1988           |